# 严钦尚
严钦尚（1916年—1992年），男，江苏无锡人，中国地貌与沉积学家，曾任华东师范大学教授、博士生导师。1940年毕业于中央大学地理系。1942年获浙江大学地貌学硕士学位。1948年获悉尼大学自然地理学硕士学位。回国后任浙江大学副教授、教授。1952年院系调整后任华东师范大学教授，1972年调任同济大学海洋地质系，1981年再度回到华东师大地理系任教授，并创办比较沉积研究所，任首任所长。